# 名古屋博物館
名古屋博物館（なごやはくぶつかん）は、かつて愛知県名古屋市中区門前町（大須）にあった産業博物館。

## 概要
1878年（明治11年）9月15日、名古屋区門前町の總見寺境内に設立された。愛知県下の産業振興を目的とした物産陳列館で、開設時に開催された「名古屋博覧会」などの愛知県の物産展示会場となったほか、書画骨董の展示会や茶会・演奏会の会場など様々な用途に使用された。当初の半官半民の運営から、1881年（明治14年）に公立名古屋博物館、1883年（明治16年）に県立の愛知県博物館となり、1910年（明治43年）に愛知県商品陳列館、1921年（大正10年）に愛知県商品陳列所と改名していった。1930年（昭和5年）には愛知県商品陳列所が廃止された。
組織としての愛知県商品陳列所は、2012年（平成24年）までに愛知県商工館、愛知県中小企業センター、愛知県中小企業振興公社、あいち産業振興機構と組織変更を経ながら存続している。

## 沿革

### 名古屋博物館
名古屋博物館は、名古屋区門前町の總見寺境内に、愛知県下の産業振興を目的とした物産陳列館として新築された。総工費12,252円のうち県費の補助は6,157円で、残額は民間からの寄付金で賄われた。
1878年（明治11年）9月15日に落成。同日から11月3日まで50日間に渡って名古屋博覧会を開催し、愛知県公立病院講習場の教頭だったアルブレヒト・フォン・ローレツが人骨などを出品した。
1881年（明治14年）に公立名古屋博物館と改称。

### 愛知県博物館
1883年（明治16年）7月、県立の博物館となり、同年9月、愛知県博物館と改称。門前町博物館、愛知博物館とも呼ばれた。
1890年（明治23年）6月、常時開館となる。
愛知県博物館では、県下産品の物産展が開かれたほか、書画骨董の展示会や、備え付けの「猿面の茶室」での茶会、明清楽の演奏会などが催された。
1907年（明治40年）、建物を取り壊し。

### 愛知県商品陳列館/商品陳列所
1910年（明治43年）、改築が完了し、愛知県商品陳列館と改称。1921年（大正10年）8月2日、愛知県商品陳列所に改称した。改築時に總見寺の墓地の上に建物を拡張したため、基礎工事の問題から建物の地盤沈下が発生した。1930年（昭和5年）には愛知県商品陳列所が廃止され、本町1丁目の名古屋控訴院跡地への移転が決定した。1932年（昭和7年）11月には商品陳列所跡地で木下サーカス団の公演が催された。商品陳列所の廃止後には三輪町線区区画整理組合が設立され、中央部に赤門通が開通して周囲に商店などが建ち並んだ。

### その後
組織としての愛知県商品陳列所は、2005年（平成17年）までに、愛知県商工館、愛知県中小企業センター、愛知県中小企業振興公社へと改称している。
2006年（平成18）年4月、財団法人愛知県中小企業振興公社は財団法人あいち産業振興機構に名称を変更した。2011年（平成23）年12月に公益財団法人へ移行した。